# Formánkovský rybník
Formánkovský rybník je název vodní plochy, nacházející se jižně od jihočeského Topělce v katastru obce Čížová. Má ledvinovitý podlouhlý charakter s východozápadní orientací. Je napájen bezejmenným levostranným přítokem Jiheru, který pramení nedaleko v lese východně od něj. Voda odtéká tím samým potokem do rybníka Topěleckého. Hráz rybíyka je orientována na západ a jde po ní cest do Topělce. Rybník vznikl před rokem 1869.

## Galerie

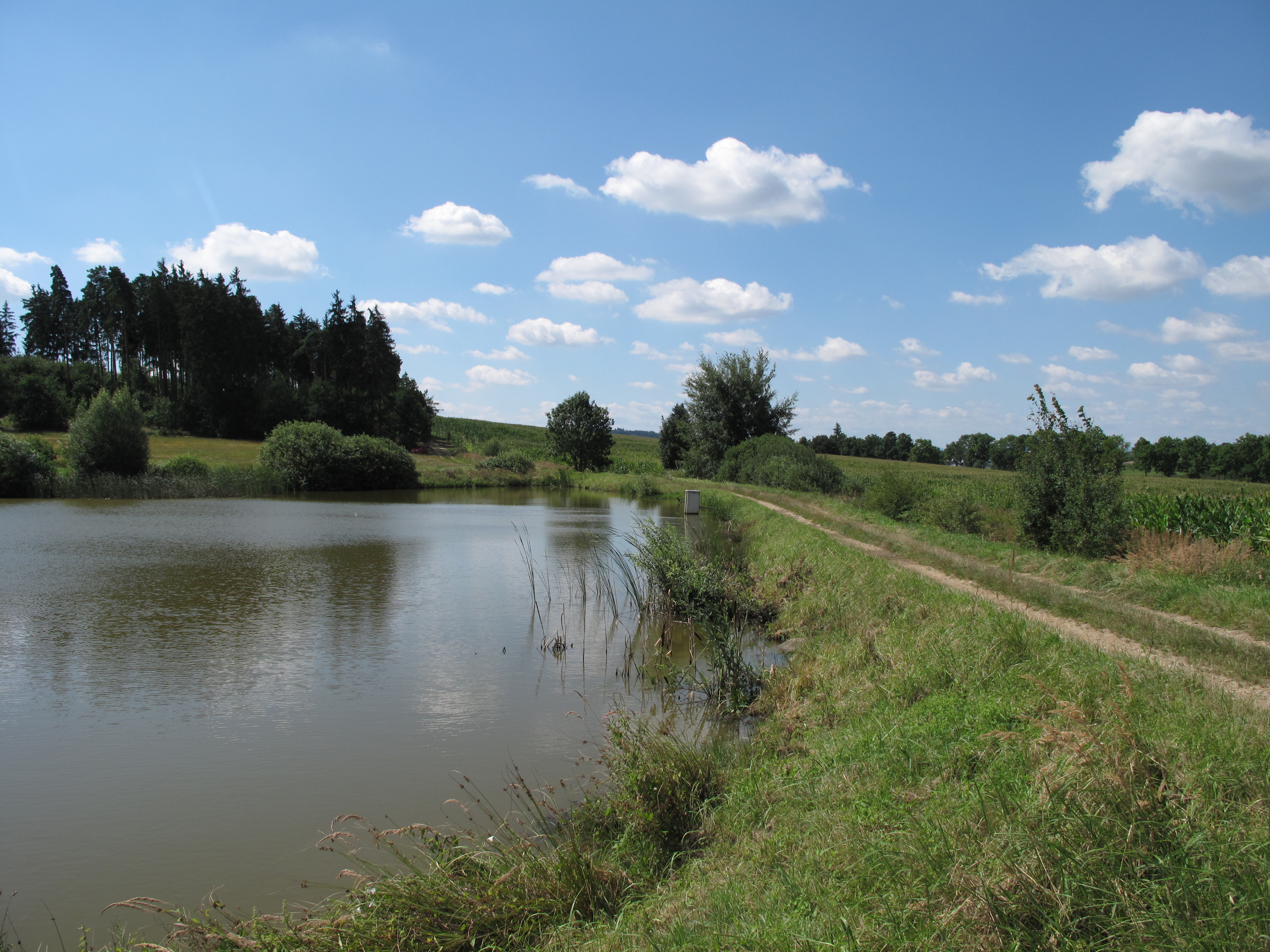
Hráz z druhé strany
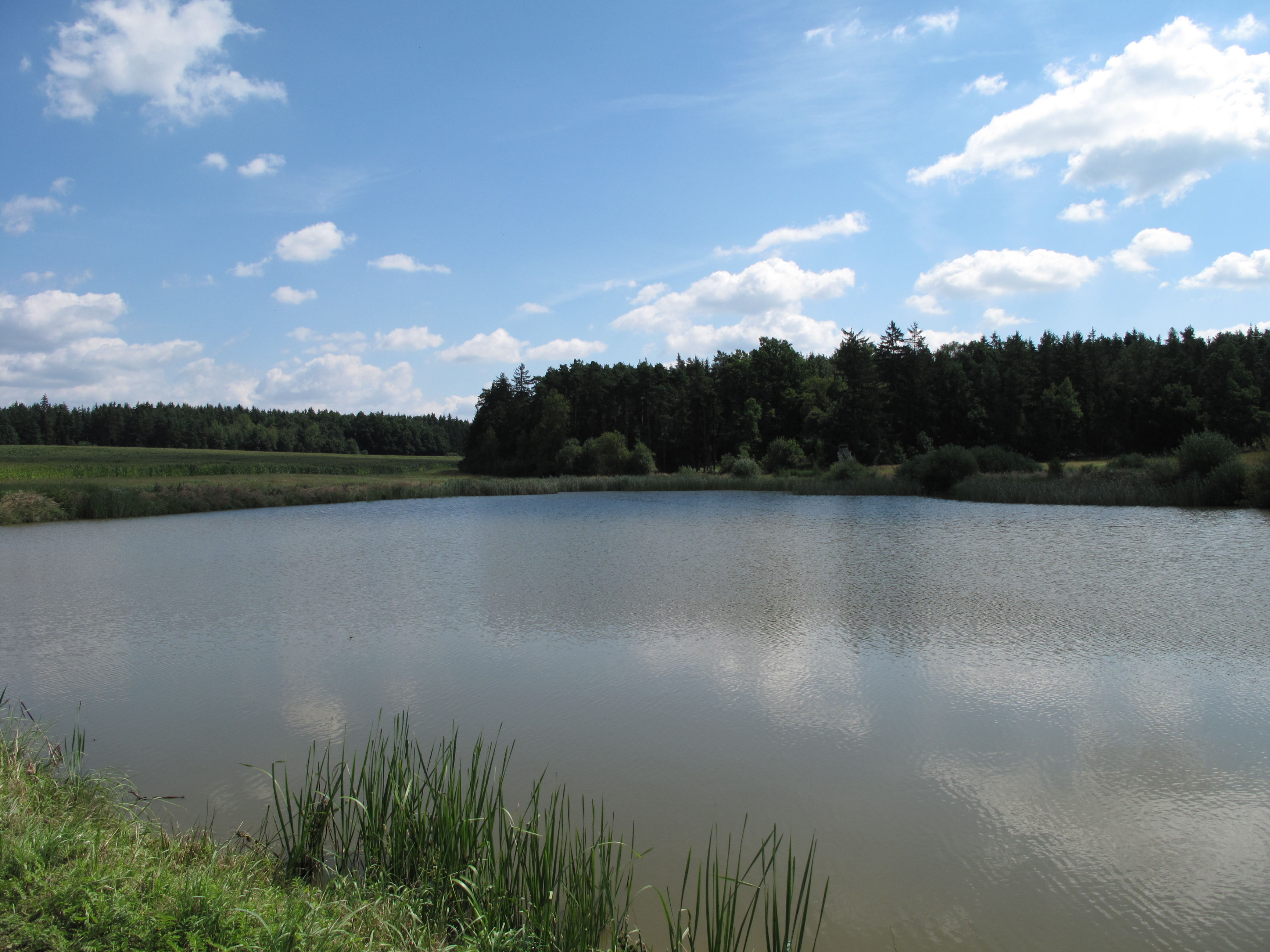
Vodní plocha
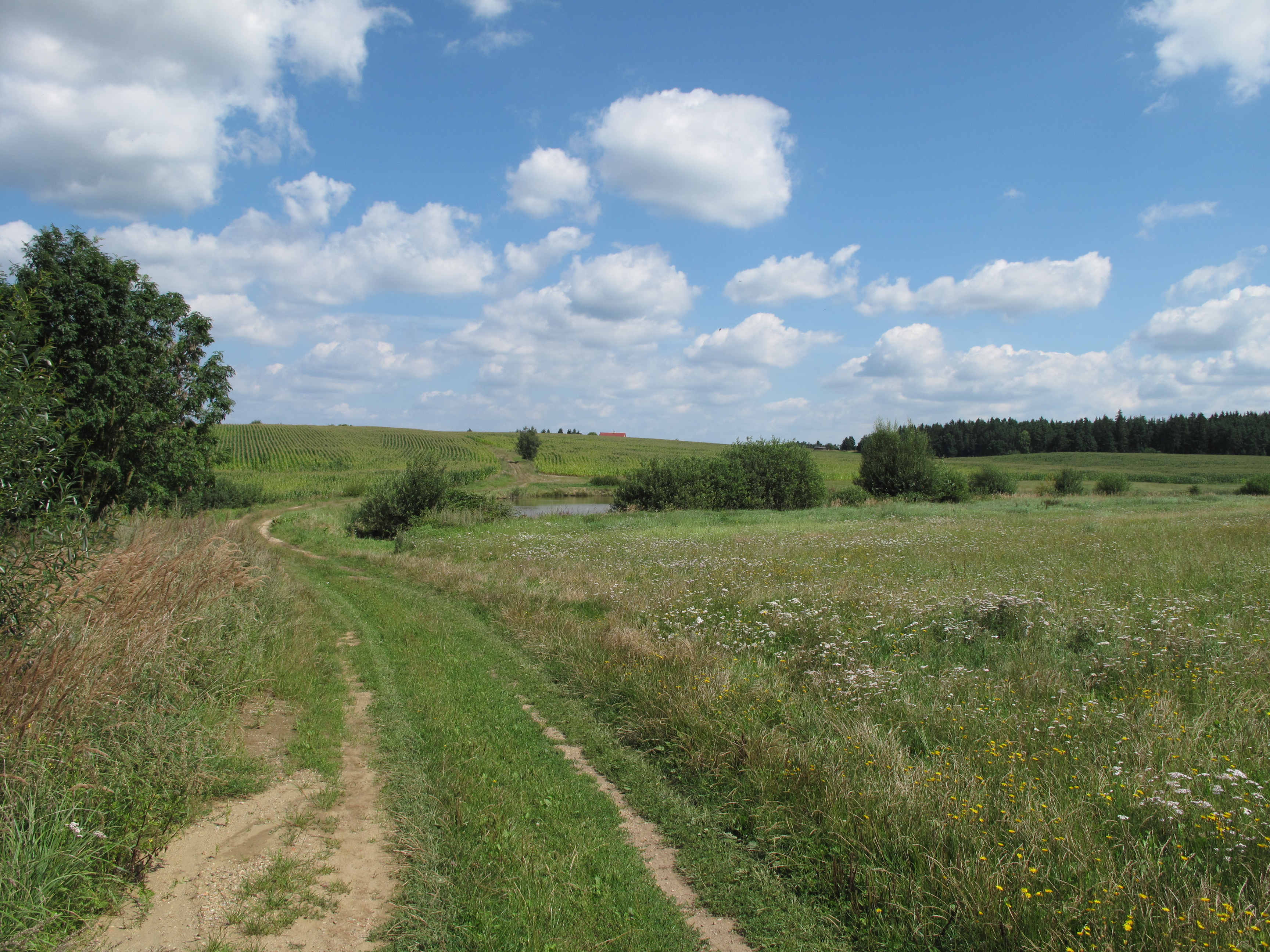
Rybník zdáli